# Rinkuškiai
Rinkuškiai è un paese del distretto di Biržai della contea di Panevėžys, nel nord-est della Lituania non molto distante dal confine con la Lettonia. Secondo un censimento del 2011, la popolazione ammonta a 213 abitanti. È situata a nord del lago Širvėna. 
Rinkuškiai è sede di una delle più grandi aziende del distretto di Biržai, la Biržų ranga, oltre al quinto birrificio del mercato lituano per vendite (la TŪB Rinkuškiai).

## Storia
Fondata nel 1640 circa, Rinkuškiai si estendeva nel 1750 per una decina di km².
Il centro abitato è celebre a livello nazionale perché luogo di nascita il 19 giugno 1881 del tenente generale delle forze armate lituane Stasys Nastopka, distintosi nella guerra polacco-lituana (morto nel 1939 e sepolto nel cimitero cittadino).